# José Pasillas
José Pasillas (Calabasas, 26 aprile 1976) è un batterista statunitense.

## Biografia
Cominciò a suonare la batteria nel 1990, da quando nacquero gli Incubus. Non prese mai una vera e propria lezione di batteria, infatti è ed è sempre stato un batterista completamente autodidatta. Spesso nelle interviste spiega che imparò a suonare studiando i suoi musicisti preferiti (Stewart Copeland, Tim Alexander, Chad Sexton, ecc...) e ascoltando molti stili musicali, che secondo lui è il miglior modo per migliorare la tecnica e il suono.

## Strumentazione

### Batteria
Custom DW set:
8x7 Tom
10x8 Tom
12x9 Tom
16 x 16 Tom
18 x 16 Tom
22 x 20 bass drum
14 x5 Edge snare
12 x 5 Snare

### Piatti
Sabian:
14" AAX Mini China
13" HHX Groove Hats
6" AAX Splash
8" AAX Splash
20" AAX Studio Ride
10" AAX Splash
12" HHX Splash
20" HHX Studio Ride
21" Hand Hammered Raw Bell Dry Ride
18" HHX Chinese
19" AAXplosion Crash
18" of a crash that is on the left of the two he has in his front.